# USS LST-723
O USS LST-723 foi um navio de guerra norte-americano da classe LST que operou durante a Segunda Guerra Mundial.